# Kalinjača
Kalinjača ili Vomrud (mađ. Homorúd) je selo u južnoj Mađarskoj.
Zauzima površinu od 44,73 km četvorna.

## Zemljopisni položaj
Nalazi se na 45°58'53" sjeverne zemljopisne širine i 18°47'32" istočne zemljopisne dužine, istočno od Mohača i Dunava. 

## Upravna organizacija
Upravno pripada Mohačkoj mikroregiji u Baranjskoj županiji. Poštanski broj je 7716.
Selo u današnjem obliku je kreirano 1952. upravnom reorganizacijom. Iz Kuljketa je "izvučeno" naselje Erdészház i iz Mohača su izdvojena naselja Alsólög (jedan dio), Blazovica (Balázsszállás), Barátokméhese, Boóg, Csebe, Vomrud (Homorúd), Kutas (jedan dio), Rinja (Riha), Sáros (jedan dio), Újfoki i njihovim spajanjem je nastalo današnje selo Vomrud (Kalinjača).

## Stanovništvo
Na Kalinjači (Vomrudu) živi 702 stanovnika (2002.). 

## Vanjske poveznice
- Kalinjača na fallingrain.com